# Zuoz
Zuoz (/tsuə̯ts/ ) est une commune suisse de 1 250 habitants du canton des Grisons, située dans la région de Maloja.

## Histoire
Zuoz est mentionnée pour la première fois vers 840 sous le nom de Zuzes. Historiquement, Zuoz était le centre politique de la Haute-Engadine et le siège de l'évêque local. Elle a depuis longtemps été supplantée par d'autres villages de l'Engadine tels que Saint-Moritz et Samedan.
Sur la colline Chastlatsch (1 848 mètres d'altitude) se trouvait une colonie de l'âge du bronze et de l'âge du fer de culture Laugen-Melaun. Zuoz était probablement une étape de la fin de la Rome antique et du début du Moyen Âge dans le réseau alpin de sentiers.
Au Moyen Âge, l'évêque de Coire possède la ferme Dorta (aujourd'hui une partie du village) et la souveraineté en Haute-Engadine. En 1137-39, il acquiert des propriétés, une grande ferme et l'église St. Luzi (la grande paroisse de La Plaiv ) des comtes allemands du sud de Gamertingen. L'église paroissiale St. Luzi a été reconstruite vers 1200, dont la nef et la partie inférieure de la tour sont encore conservées. En 1244, l'évêque Volkart nomme Andreas Planta de Zuoz chancelier de l'Oberengadin établissant ainsi la suprématie de la famille Planta, qui durera jusqu'en 1798. Après 1288, la juridiction inférieure est également en Haute-Engadine jusqu'au début du XVIe siècle entre les mains de cette famille ministérielle de Coire. En 1367, Zuoz rejoint la Ligue de la Maison-Dieu sous la direction du Landaman Thomas Planta.
Les disputes persistantes entre Zuoz et Samedan conduisent en 1438, à la division de la communauté judiciaire de Haute-Engadine — mais pas de la Haute Cour — en les tribunaux de Sur Funtauna Merla et Suot Funtauna Merla, ce dernier correspondant à la paroisse de La Plaiv. La première constitution de la communauté judiciaire date de 1462. En 1492, le village achète la propriété et les droits fiscaux de l'évêque. L'église paroissiale St. Luzi est reconstruite dans le style gothique tardif en 1507, la deuxième église de S. Caterina est agrandie en 1438 et en 1509. En 1526, l'évêque perd le droit à la justice seigneuriale selon les articles d'Ilanz.
Pendant la Guerre de Souabe, les habitants enflamment leurs champs pour forcer l'ennemi à battre en retraite. Au cours du XVe siècle, plusieurs villages deviennent indépendants : S-chanf part en 1518, La Punt Chamues-ch en 1528 et Madulain en 1534.
En 1512, les Trois Ligues conquièrent la vallée de la Valteline. Les routes commerciales s'améliorent et l'argent apporté par cette vallée conduisent à un âge d'or dans la vallée de l'Engadine. À Zuoz, à la même époque, une école latine est créée, la première langue romanche écrite est développée et le chant choral se répand dans la sphère religieuse et quotidienne. Les étudiants de Zuoz visitent des écoles étrangères. L'humaniste local Gian Travers est le premier publiciste politique à utiliser la langue de Haute-Engadine, le puter, à partir de 1527, et travaille également comme dramaturge et écrivain. En 1534, sa pièce La Histoargia dal bio patriarch Josef (L'histoire de la vie du Patriarche Joseph) est créée sur la place du village de Zuoz. Les manoirs massifs et les maisons de ville sont l'image structurelle de ce développement, qui restent en même temps des fermes. En plus des familles nobles von Planta, von Juvalta et Salis, une nouvelle classe dirigeante, en partie anoblie par l'empereur et riche par des fonctions commerciales et politiques, émerge (les Travers, Schucan, Raschèr, Jecklin, Wietzel, Danz et Geer).
Zuoz rejoint la Réforme protestante en 1554 et se convertit. Ulrich Campell de Susch est le premier pasteur évangélique réformé.
Après le Bündner Wirren (Troubles des Grisons), de 1618 à 1639, de nombreux habitants du village émigrent à la recherche d'emplois dans d'autres régions. La perte de la vallée de la Valteline entraîne de nouvelles émigrations et la perte du pouvoir politique. Après la fin de l'Ancien Régime et la création du Canton de Rhétie dans la République helvétique contrôlée par les Français en 1798, tous les privilèges et le pouvoir politique de Zuoz disparaissent. Zuoz devient un simple village agricole.

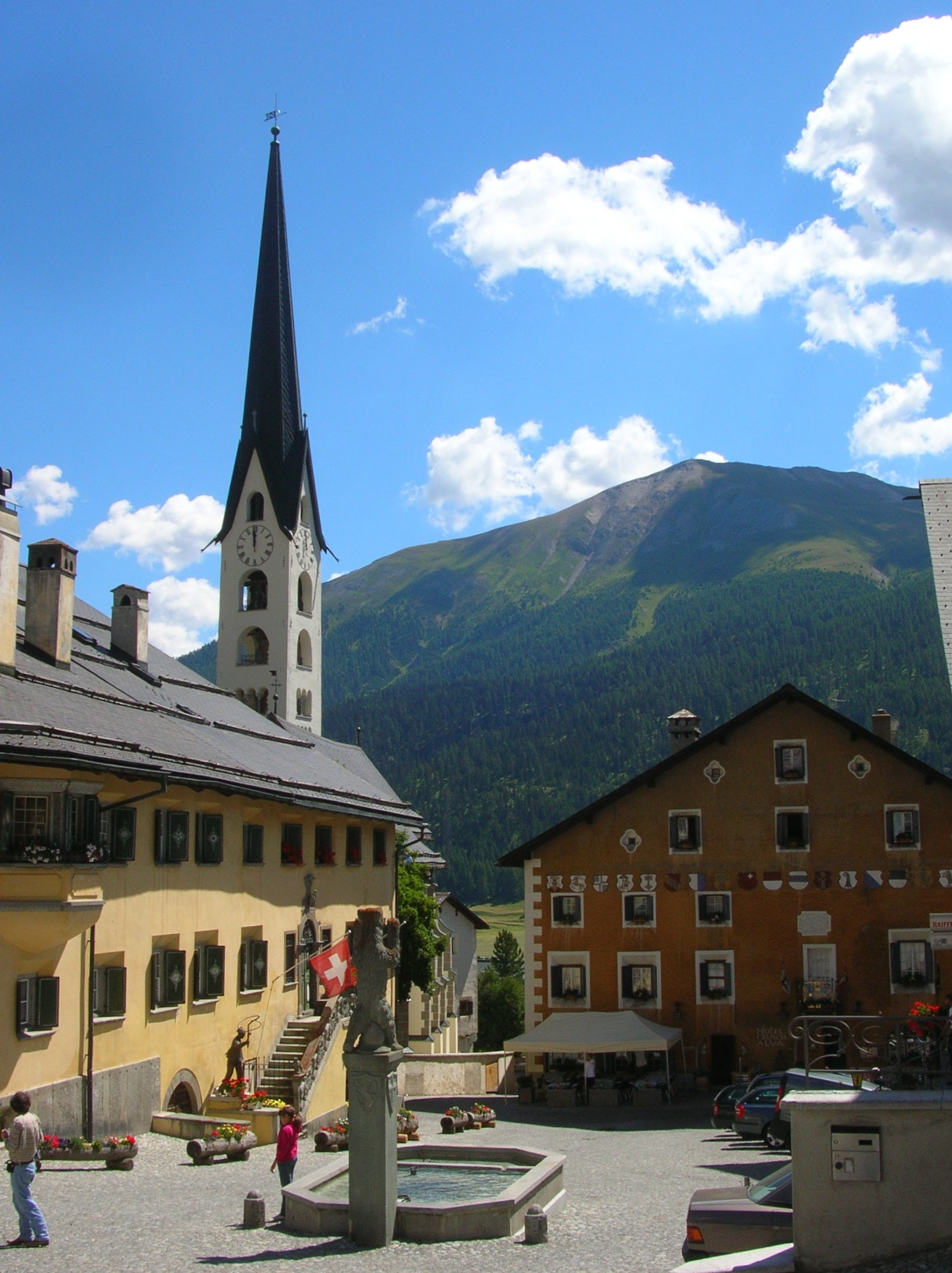
Place du village.

Même avant l'expansion de la route de la vallée, qui commence en 1836, l'état des routes en Haute-Engadine était assez bon, mais ce sont les routes du col de l'Albula et du col de la Flüela qui favorisent l'essor de Zuoz. En 1903, elle est connectée aux chemins de fer rhétiques à Bever, et en 1913, la ligne Bever-Zuoz-Scuol est ouverte. À partir de 1900, le village se développe comme station climatique et centre économique avec la construction d'hôtels et le réaménagement de l'ancienne auberge communale. Avec la création du Lyceum Alpinum (en) en 1904, l'ouverture de l'école d'hygiène Bellaria en 1909 et l'école secondaire commune avec le Plaiv, le village devient un centre scolaire régional. De plus en plus d'hôtels, de maisons de vacances et de remontées mécaniques sont construits depuis les années 1950 et le tourisme se développe, devenant aujourd'hui la branche d'activité la plus importante. L'agriculture, qui avait dominé jusqu'alors, voit au cours de sa mécanisation une forte réduction du nombre de fermes et leur délocalisation en périphérie du village. Des granges vides sont transformées en appartements tout en préservant l'image historique du village. En 1980, toutes les familles résidant depuis plus de cinquante ans ont obtenu la citoyenneté municipale.
La municipalité pratique encore des traditions remontant à bien avant le christianisme, dont San Gian et Chalandamarz.

## Blason
Blason : En noir une épée en argent (blanche) avec un manche en or (jaune), croisé avec une crosse épiscopale en or, surmonté d'une couronne en or.
Les armoiries sont basées sur l'ancien sceau de la communauté, qui montre saint Lucius avec une couronne et un sceptre. Au lieu de la figure, la couronne et la crosse, les attributs du saint, ont été choisis comme signe de sa double position de roi et d'évêque, tandis que l'épée signale l'ancienne tradition de cour du lieu.

## Géographie
Zuoz est située en Haute-Engadine, sur la rive gauche de l'Inn (rivière), à 17 km de Saint-Moritz, 50 km de Davos, 70 km de Coire et 141 km de Lugano. Le point culminant de la commune est le sommet du Piz Kesch (3 418 m), à la frontière avec Bergün/Bravuogn.
Zuoz a une superficie de 65,6 km2. 49,5 % de cette superficie est utilisé à des fins agricoles, tandis que 9,2 % est boisé, 1,1 % est habité (bâtiments ou routes) et le reste (40,2 %) est improductif (rivières, glaciers ou montagnes).
Avant 2017, la municipalité était située dans le sous-district d'Oberengadin du district de Maloja ; depuis 2017, elle fait partie de la région de Maloja. Le centre du village est situé sur le versant du Munt Albanas.

## Démographie
Au 31 décembre 2022, Zuoz avait une population de 1 199 habitants. En 2008, 37,0 % de la population était composée de ressortissants étrangers. Au cours des années 2010-2020, la population a diminué à un taux de -5,8 %.
En 2000, la répartition par sexe de la population était de 51,7 % d'hommes et de 48,3 % de femmes. La répartition par âge à Zuoz en 2000 est la suivante : 127 enfants, soit 9,4 % de la population, ont entre 0 et 9 ans ; 88 adolescents, ou 6,5 % de la population, ont entre 10 et 14 ans et 241 adolescents ou 17,8 % de la population, ont entre 15 et 19 ans ; dans la population adulte, 154 personnes ou 11,4 % de la population ont entre 20 et 29 ans ; 164 personnes ou 12,1 % de la population ont entre 30 et 39 ans ; 202 personnes ou 14,9 % de la population ont entre 40 et 49 ans et 152 personnes ou 11,2 % de la population ont entre 50 et 59 ans ; 101 personnes ou 7,5 % de la population ont entre 60 et 69 ans. La répartition de la population âgée est  la suivante : 87 personnes ou 6,4 % de la population ont 70 à 79 ans ; 34 personnes ou 2,5 % de la population ont 80 à 89 ans ; deux personnes ou 0,1 % de la population ont 90 à 99 ans, et une personne a 100 ans ou plus.

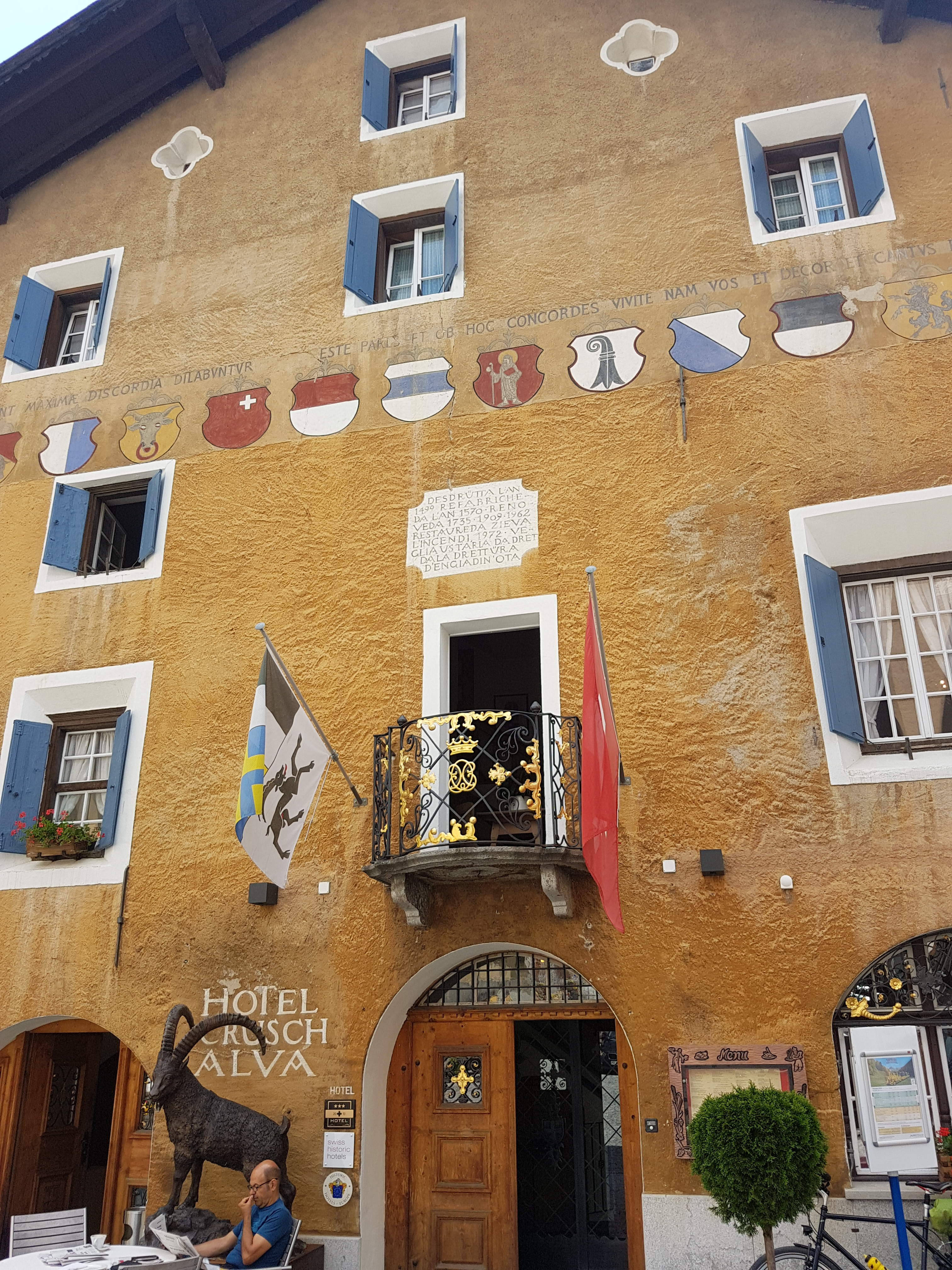
Hotel Crusch Alva.

L'évolution de la population est la suivante, :
| année | population |
| ----- | ---------- |
| 1781  | 423        |
| 1850  | 378        |
| 1900  | 425        |
| 1930  | 969        |
| 1941  | 693        |
| 1950  | 779        |
| 1960  | 1 001      |
| 1970  | 1 165      |
| 1980  | 1 186      |
| 1990  | 1 199      |
| 2000  | 1 353      |

## Langues

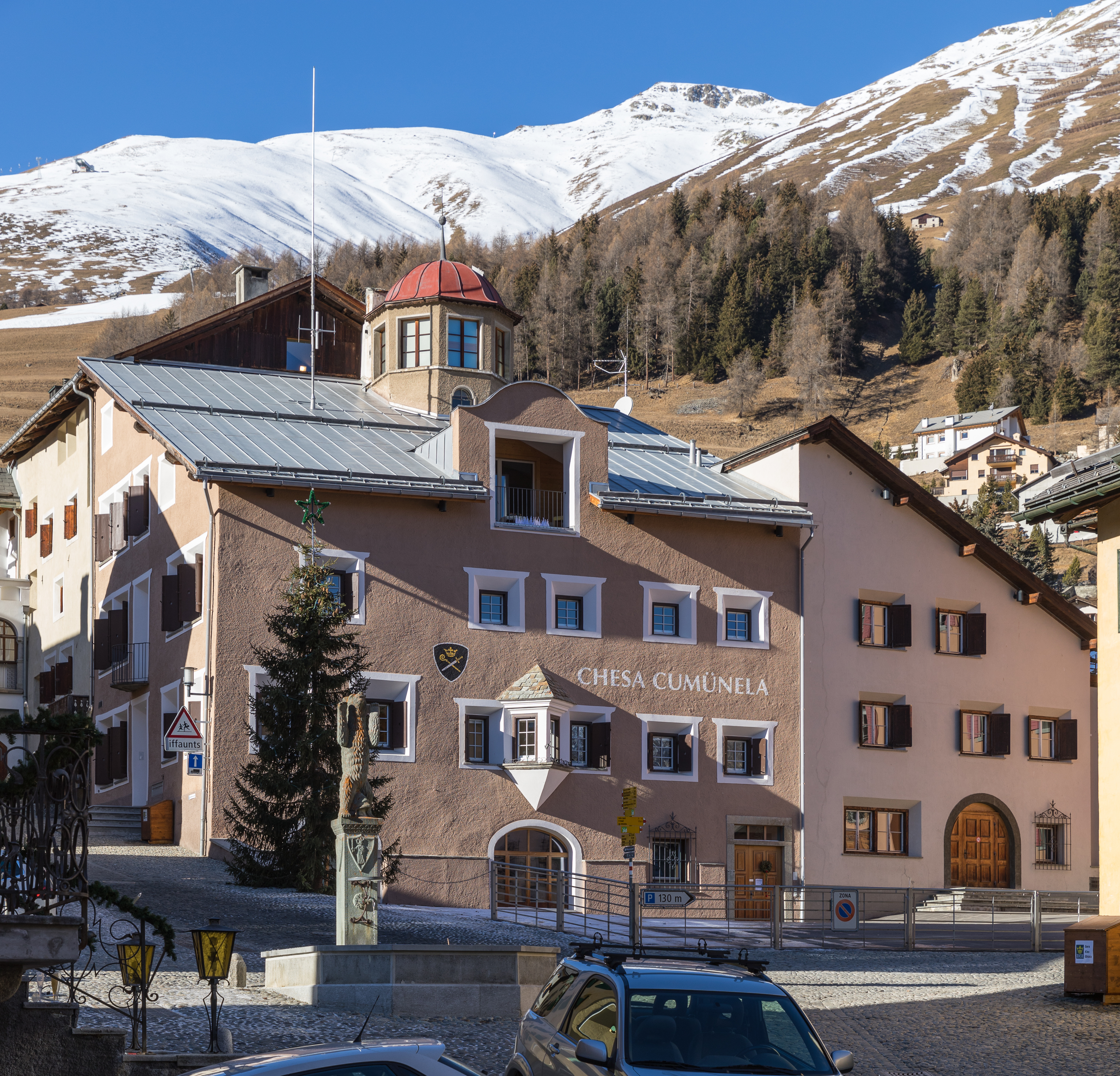
Chesa Cumünela.

En 2000, la plupart de la population parle l'allemand (53,2 %), le romanche étant la deuxième langue (25,8 %) et l'italien la troisième (9,8 %). Jusqu'au XIXe siècle, toute la population parlait le dialecte romanche de Haute-Engadine, le Haut-engadinois ou puter. En raison de l'augmentation du commerce avec le monde extérieur, l'usage du romanche a commencé à décliner. En 1880, environ 85 % parlaient le romanche comme première langue, alors qu'en 1910 et à nouveau en 1941, ils n'étaient que 56 %. En 1970 et 1980, la commune ne comptait qu'une (relative) majorité romanche (1970 : 469 sur 1 165 habitants, soit 40 %). Depuis les années 1980, l'allemand gagne du terrain.
Grâce à l'école et à la communauté, 46 % de la population parle le romanche qui est la seule langue officielle. Officieusement, cependant, l'allemand a le même statut[réf. souhaitée].

## Politique
Aux élections fédérales suisses de 2007, le parti le plus populaire était l'Union démocratique du centre (UDC) qui a obtenu 42,3 % des voix. Les trois autres partis les plus populaires étaient le Parti radical-démocratique (FDP) (25,6 %), le Parti socialiste suisse (SP) (25,2 %) et le Parti démocrate-chrétien (Suisse) (CVP) (5 %).

## Religion
En 1554, les habitants du lieu se convertirent à la foi protestante.
En 2000, 476 personnes ou 35,2 % de la population étaient catholiques romains, tandis que 667 ou 49,3 % appartenaient à l'église évangélique réformée de Suisse. 36 individus (environ 2,66 % de la population) appartenaient à l'église orthodoxe, et sept individus (0,52 % de la population) à une autre église chrétienne. 14 personnes (soit environ 1,03 % de la population) étaient islamiques, six individus (soit environ 0,44 % de la population) appartenaient à une autre église (non répertoriée sur le recensement), 107 (soit environ 7,91 % de la population) n'appartenaient à aucune église, étant agnostiques ou athées, et 40 individus ( ou environ 2,96 % de la population) n'ont pas répondu à la question.

## Éducation

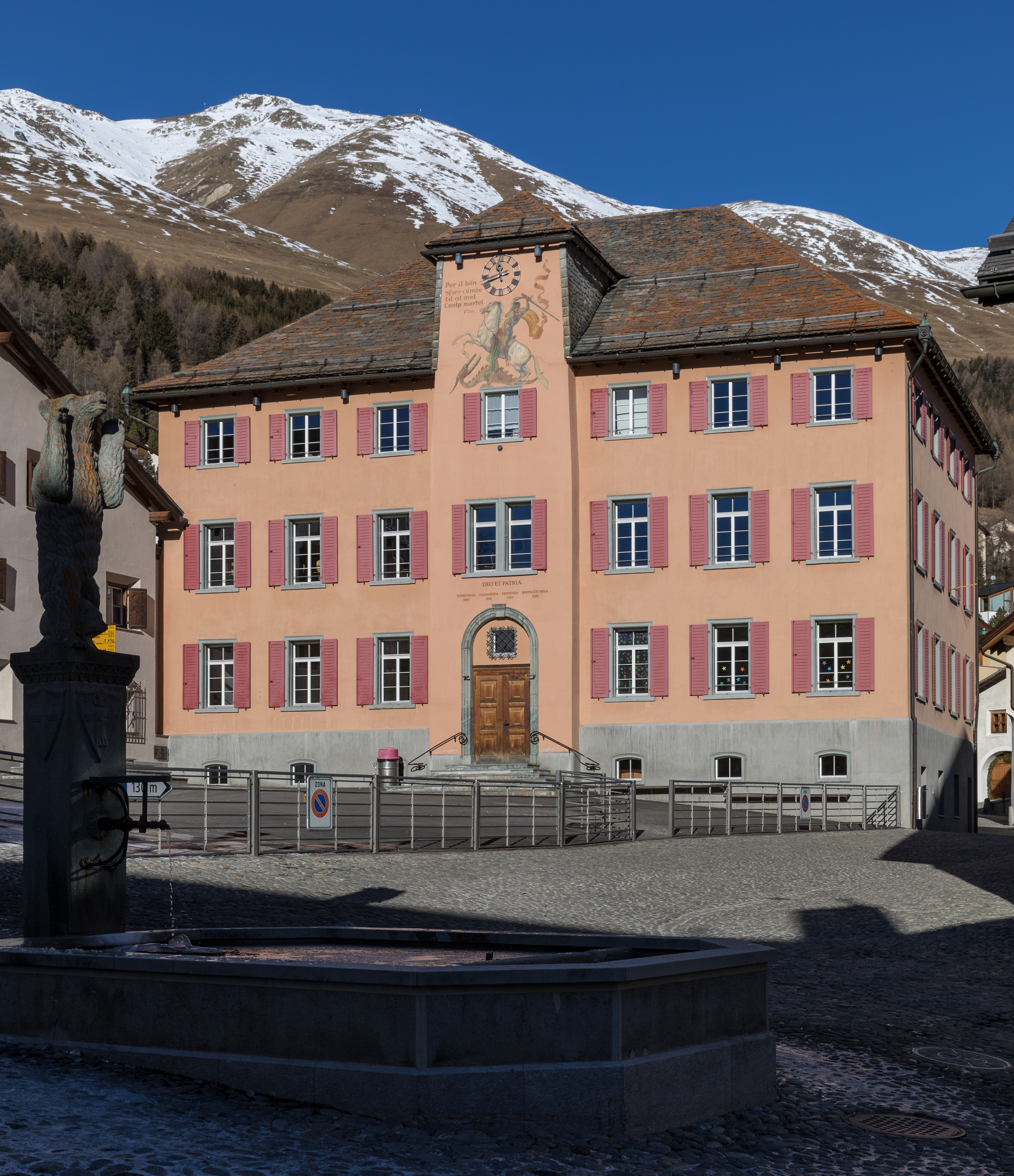
École primaire.

À Zuoz, environ 72,5 % de la population (entre 25 et 64 ans) ont terminé soit l'enseignement secondaire supérieur non obligatoire, soit l'enseignement supérieur complémentaire (soit une université, soit une haute école spécialisée, une Fachhochschule).
La Scoula Zuoz est rattachée au système scolaire primaire public. Ses deux sites sont Scoula da La Plaiv et Scoula Primara Zuoz. Scuola Primaria Zuoz a des niveaux primaires et da La Plaiv a des classes secondaires.
Le Lyceum Alpinum Zuoz (en), fondé en 1904, est un pensionnat pour garçons et filles de 11 à 20 ans, dont beaucoup viennent de l'étranger.

## Économie
Zuoz a un taux de chômage de 1,37 %. En 2005, 40 personnes étaient employées dans le secteur primaire avec environ 10 entreprises dans ce secteur, 116 personnes dans le secteur secondaire et 15 entreprises dans ce secteur, 462 personnes dans le secteur tertiaire avec 59 entreprises dans ce secteur.

## Tourisme

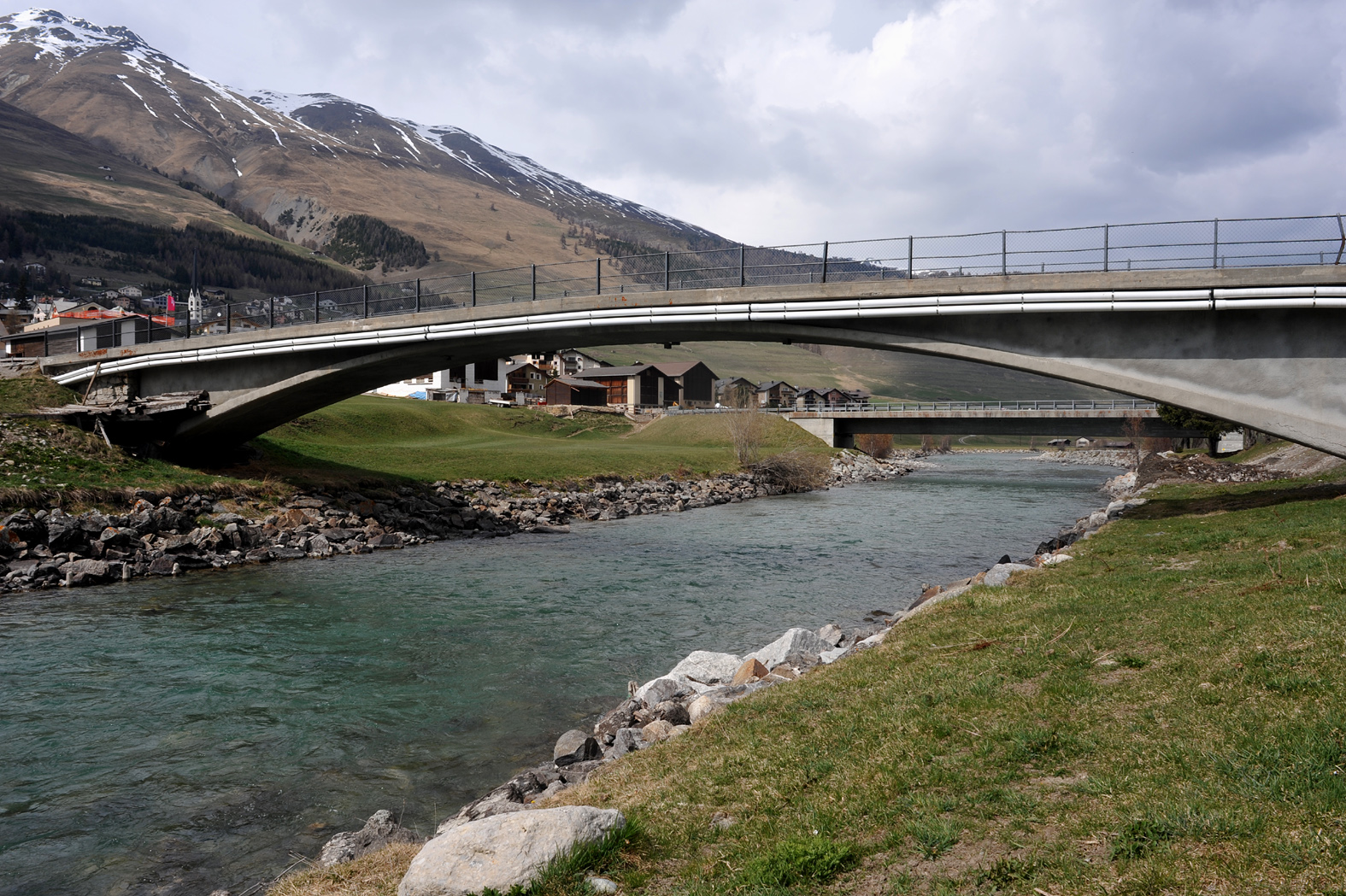
Pont de Zuoz.

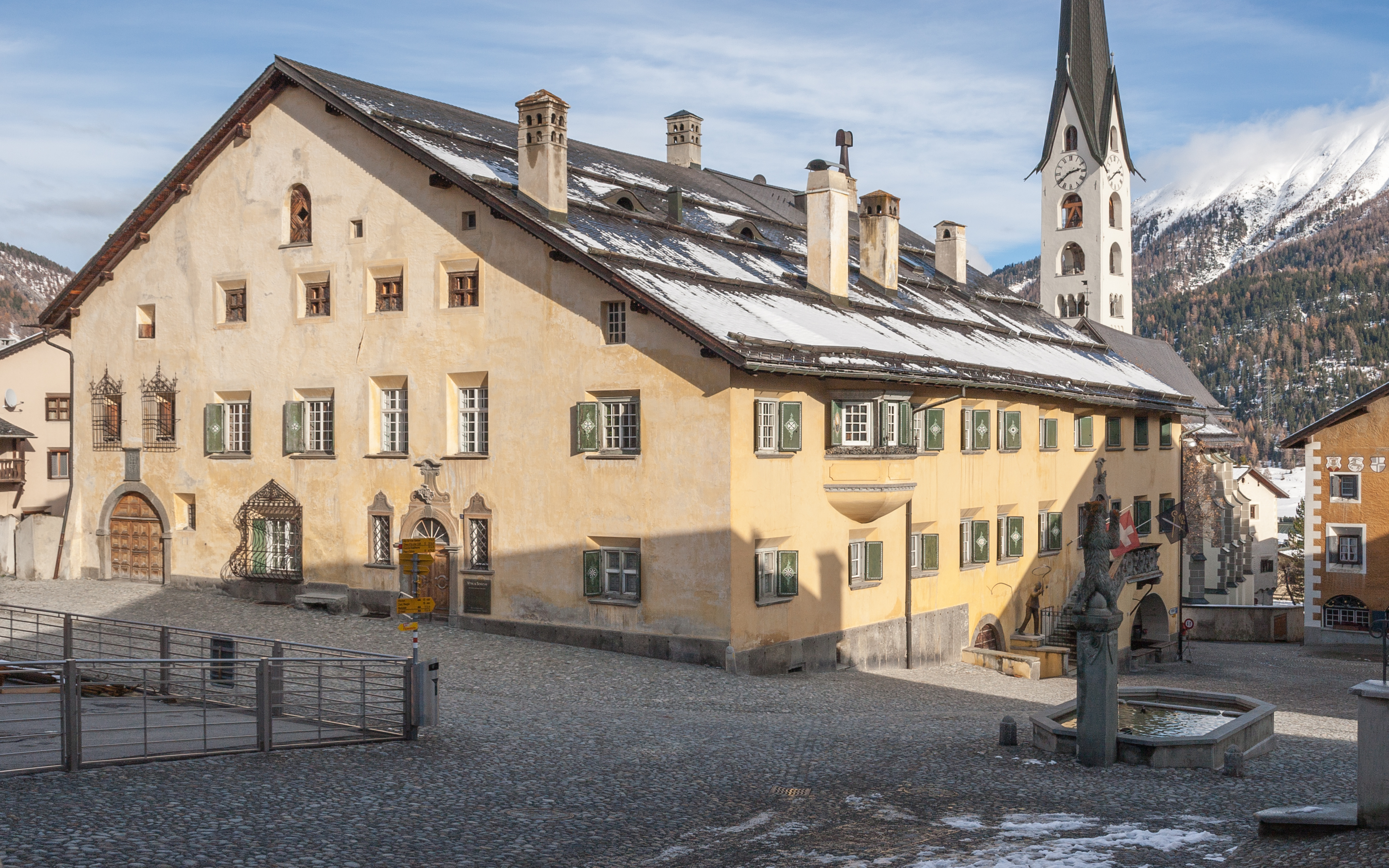
Chesa Planta.

L'un des ponts pionniers en béton armé de Robert Maillart (1901) est situé sur l'Inn à Zuoz,.
Le centre du village ainsi que la Chaplutta S. Bastiaun et la Chasa Pult sont classés dans l'Inventaire suisse des biens culturels d'importance nationale et régionale. Zuoz est l'un des villages avec le centre du village le mieux conservé et de nombreux bâtiments bien conservés du XVIe siècle et avant. Au centre du village se trouve l'église réformée San Luzi. L'église romane San Bastiaun n'est que rarement utilisée pour le culte.
Le Café Badilatti est la plus haute torréfaction de café d'Europe.
Les autres bâtiments remarquables sont les suivants :
- Chapelle catholique Saintes Catherine et Barbara[14] ;
- Oberes Planta-Haus[15] ;
- Unteres Plantahaus[16] ;
- Galerie Tschudi[17] ou Chesa Madalena, 2002, architecte : Hans-Jörg Ruch[18] ;
- Chasté-sur-En[19] ;
- Chesa 'Am Lärchenhang'[20] ;
- Chesa Bochert, à Brünaida[21] ;
- Chesa Chastlatsch et rénovation de l'Hôtel Castell, 2004, Architectes : Ben van Berkel, Walter Dietsche, Hans-Jörg Ruch[22] ;
- Tour du village (archives)[23] ;
- Haus Poult[24] ;
- Hôtel Crusch Alva[25] ;
- Hôtel Castell, à Brunaida[26] ;
- 2012 : Résidence — Galerie Tschudi, Men Duri Arquint[27],[28].

## Sports
Station de sports d'hiver, Zuoz a accueilli certaines étapes de la Coupe d'Europe de ski alpin. Le Lyceum Alpinum Zuoz Eishockey (en abrégé Lyceum Alpinum Zuoz EHC) est l'équipe locale de hockey sur glace.
Zuoz se situe sur le parcours du Marathon de l'Engadine, dispose de cinq remontées mécaniques et d'un terrain de golf.

## Transport
La commune possède une gare ferroviaire, Zuoz, sur la ligne Bever-Scuol-Tarasp qui dessert régulièrement St. Moritz, Landquart, Scuol-Tarasp et Pontresina.

## Personnalités
Zuoz est la patrie de Fortunato da Juvalta qui, en plus d'être un général qui s'est illustré dans les guerres de Flandre au XVIe siècle, est un écrivain de langue romanche, et du poète, également de langue romanche Gian Travers.
- Johann Travers (1483-1563), avocat et gouverneur des Grisons, chef militaire, pionnier et cofondateur de la langue rhéto-romane en Haute-Engadine
- Ulrich Campell (1510-1582), réformateur, chroniqueur et poète d'hymnes, pasteur réformé protestant à Zuoz de 1554 à 1556
- Jan Peider Danz (vers 1575-1620), né et élevé à Zuoz, pasteur réformé à Celerina et Teglio, victime du Sacro Macello
- Giörin Wietzel (1595-1670), gouverneur de Haute-Engadine, homme politique et chroniqueur
- Lurainz Wietzel (1627-1670), avocat et traducteur du Psautier de Genève et de la littérature d'édification piétiste en ladin
- Petrus Domenicus RosiPorta (1734-1806), pasteur réformé à Zuoz (1803-1806) et historien de l'Église
- Jakob von Albertini (1793-1848), homme politique
- Artur Caflisch (1893-1971), poète, écrivain, traducteur et anticonformiste
- Silvia Andrea (1840-1935), écrivain et traductrice
- Gerhart Sieveking (1901-1945), éducateur, chercheur littéraire et traducteur
- Gian Casty (1914-1979), peintre, illustrateur et peintre sur verre
- André Gorz (1923-2007), philosophe social et publiciste, étudiant à Zuoz (1939-1941)
- Werner Camichel (1945-2006), champion olympique de bobsleigh à 4 en 1972 aux Jeux olympiques d'hiver de 1972 à Sapporo et champion du monde en 1973 et 1975

## Culture
Le film L'Héroïque Embuscade (1932) a été tourné à Zuoz.
Von Zuoz nach Peking. Nachrichten aus dem globalen Dorf (De Zuoz à Pékin. Des nouvelles du village global) est un reportage suisse de 30 min datant de 2008. Réalisateur : Christoph Müller, production : Schweizer Fernsehen (SF), série Reporter, première diffusion : 6 février 2008.

Photo aérienne prise à 3000 m par Walter Mittelholzer (1923)